# Moskvitch 404 Sport
El Moskvitch 404 Sport fue un automóvil deportivo de Moskvitch producido en los años 50, bajo el diseño de I. Gladiline. Su motor incluía un diseño con cuatro válvulas con cámaras hemisféricas.
Tenía carrocería roadster de dos puertas, con tracción trasera y una caja de cambios manual de 3 marchas. Con un peso de 902 kg y una distancia entre ejes de 2340 mm, alcanzaba una velocidad máxima de 147 km/h.
Este coche estaba basado en el Moskvitch 400 e incluso utilizaba el mismo motor, pero adaptado para usar cuatro carburadores. Tuvo un muy buen éxito en las carreras y ganó tres campeonatos en Rusia (1957 a 1959), y siguió participando activamente hasta 1965.